# Retribution (Malevolent Creation album)
A Retribution album a Malevolent Creation zenekar második nagylemeze, mely 1992. április 22-én jelent meg a Roadrunner Records kiadónál.

## Az album dalai
1. "Eve of the Apocalypse" – 4:21
2. "Systematic Execution" – 3:28
3. "Slaughter of Innocence" – 3:45
4. "Coronation of Our Domain" – 5:06
5. "No Flesh Shall Be Spared" – 4:26
6. "The Coldest Survive" – 3:18
7. "Monster" – 2:40
8. "Mindlock" – 3:06
9. "Iced" – 3:59

## Közreműködők
- Phil Fasciana - gitár
- Brett Hoffmann - vokál
- Rob Barrett - gitár
- Alex Marquez - dob
- Jason Blachowicz - basszusgitár

Vendégzenészek
- A "Coronation of Our Domain" dalban James Murphy szólózik.